# 貴海島征伐
貴海島征伐（きかいじませいばつ）とは、鎌倉幕府成立から間もない文治3年（1188年）に、源頼朝から鎮西奉行に任じられた天野遠景らが「貴海島」もしくは「貴賀井島」に対して実施した軍事侵攻。渡航先は現在の薩南諸島のいずれかの島であるとされる。

## 貴海島について
『吾妻鏡』に登場する貴海島（貴賀井島）は喜界島もしくは硫黄島、黒島のどれかのことだと考えられている。
1160年には阿多忠景の乱が清盛郎党の平家貞によって鎮圧された際、忠景が貴海島に逃亡したため家貞はこれを追おうとしたが船が到達できず断念した。このことからこの頃には朝廷は薩摩国以南の統治を損失していたようであり、そのことは後述する九条兼実の発言からも伺える。

## 貴海島征伐
『吾妻鏡』によると文治3年（1187年）9月、源義経に加担した結果逃亡中の河辺平太通綱が貴海島へ逃げこんだという情報があったので、鎌倉幕府は宇都宮信房に対して鎮西奉行の天野遠景とともに追討するよう命じて九州に向かわせた。　
12月、天野遠景が郎従などを派遣して様子を探らせたところ、確かに河辺平太らがいることが分かったので、鎮西の御家人に動員をかけたが応じないため、重ねて頼朝から軍勢催促の命令を出してほしいと陳情した。宇都宮信房は自ら渡海すると主張したが、天野遠景に反対され、思いとどまらされた。信房は一族の精兵を派遣することにした。しかし、摂政の九条兼実が、貴海島は遠島で、日域かどうかも怪しく、過去にも遠征した例がないから止めよと頼朝に強く諫めたため、また上記の阿多忠景の追討失敗も言及された結果、この計画は延期となった。
ところが、宇都宮信房は鎮西から書状と海路図を送って、計画の詳細を言上したので、源頼朝も渡海を決行することに同意し、翌年、実行された。
文治4年（1188年）5月17日の記録には貴賀井島（表記が変わっている。以後この表記）への遠征は成功し、宇都宮信房の功労が際立ったので、検非違使別当の藤原頼実が領していた近江国の所領を返すよう朝廷へ言上したという。
『吾妻鏡』の記述からすると合戦があったとおぼしいため、河辺平太はそれなりの手勢を引き連れていたか、なんらかの在地勢力が応戦したようである。
黒島には平家残党討伐のために島を訪れた宇都宮信房の家来：大庭三郎家政が平家の娘に恋をして島に住みついたとする伝説があり、その墓とされるものが現存している（この伝説では島に逃れてきたのは源義経の配下の者ではなく平家の落人）。また同時期における喜界島の城久遺跡群の衰退の原因を鎌倉幕府による貴海島征伐に求める説がある。この城久遺跡の衰退と同時により南の沖縄本島ではグスク時代が開始される。

### 古典史料
- 『吾妻鏡』

### 現代文献
- 吉成直樹『琉球王国は誰が作ったのか〜倭寇と交易の時代』七月社、2020年